# Mortiis
Mortiis es una banda de rock industrial de Notodden, Noruega, liderada por Håvard Ellefsen, quien también es conocido por el nombre de la banda. 
El nombre es un error ortográfico de la palabra muerte en latín mortis, que es la pronunciación que se le da a la banda. 
Mortiis empezó como el proyecto solista de Ellefsen. Este proyecto ha cambiado con el tiempo hasta convertirse lentamente en un grupo.
Una característica de Mortiis es su constante cambio que afecta tanto al estilo musical como a la imagen, que se ven directamente influidos por la sociedad que los rodea y por sus sentimientos.

## Historia

### Era I
Mortiis, bajista de la banda de black metal Emperor, en 1992 decide retirarse antes del primer álbum de estudio In the Nightside Eclipse ya que estaba cansado del black metal. En 1993, apareció el primer disco de Mortiis Fodt til å Herske. 
La música en Noruega estaba tomando un nuevo rumbo, había nuevas influencias en todas partes. Mortiis eligió una dirección nueva, radical, explorando el mundo de la música darkwave ambiental en estos discos en solitario.
Caracterizado por su estilo gótico ambiental, Håvard continuó varios discos hasta The Stargate, el último de la Era I. Así es como decidió separar los bruscos cambios de estilo entre discos. Cada estilo supone una era, al igual que para su creador, cada era define una etapa de su vida. Así pues la Era I había terminado en el año 1999 con The Stargate.

### Era II
The Smell of Rain fue el único disco de la Era II. Este disco era portador de un estilo dark wave, algo más rápido y metálico que los anteriores, la voz toma un papel más importante pero con su peculiar toque siniestro.
Un nuevo principio, una nueva era. "Este álbum trata sobre la honestidad, decadencia mental y el enfrentamiento a ello. Básicamente es sobre la caída en una especie de depresión y simbólicamente algo tan malo que hasta puede olerse" explicó Mortiis.

### Era III
A mediados de 2005 llega The Grudge con un género industrial, gestado por las influencias de los componentes del grupo sobre Håvard.
El álbum tiene un cierto parecido a The Smell of Rain pero con más fuerza e ira. La entrada de los guitarristas Levi Gawron y Asmund Sveinunggard añade el toque duro, apoyado con la batería eléctrica de Leo Troy. The Grudge es el álbum de Mortiis con más éxito hasta ahora.
El 16 de abril de 2007 Mortiis publicó un álbum de remezclas titulado Some Kind of Heroin, revisión del material The Grudge, a través de Earache Records. Some Kind of Heroin ofrece distintas interpretaciones remezcladas, incluyendo interpretaciones de varios contemporáneos, tales como: Zombie Girl, Gothminister, Implant, XP8, PIG, The Kovenant, Velvet Acid Christ, Girls Under Glass, David Wallace, Kubrick, Flesh Field, Dope Stars Inc., In the Nursery entre otros.
En el año 2010 vio la luz el álbum Perfectly Defect, trabajo de ocho temas el cual, por un tiempo limitado, estuvo disponible para ser descargado de manera gratuita desde el sitio oficial de Mortiis, previamente a su edición física.
Por otra parte, el álbum The Great Deceiver fue terminado en marzo de 2009, aunque la banda aún no ha confirmado una fecha de lanzamiento. 
Se han rodado videos musicales de las canciones "Doppleganger" y "Zeitgeist".

## Imagen
Ellefsen ha alterado su apariencia facial utilizando varias alternativas antes de utilizar la prótesis de orejas y la máscara. La original se basa en la máscara de Blix de la película Legend. 
Durante la Era I la máscara abarca toda su cara, en la Era III tenía el aspecto de que esta parecía caerse y fue cosida en su lugar. La máscara se cayó después de la salida de Some Kind of Heroin. Se ha dicho también que la máscara ya no tiene ninguna referencia directa a la música que está realizando.
Ellefsen eligió dreadlocks (en algún momento después de la Era I), y varias vestimentas ayudaron a perfeccionar la "Imagen Mortiis". Cuando se le preguntó sobre lo que representa la máscara respondió, "No me miro a mí mismo como un duende, un troll, o un elfo medieval. Soy simplemente Mortiis."
Se sabe que Mortiis repara la ropa de sus presentaciones con cinta adhesiva negra para sellar los agujeros y las rasgaduras. 
A menudo las cubre con harina de maíz antes de salir al escenario.

## Miembros de la banda
- Mortiis (Håvard Ellefsen) - Voz, programación, mezcla.
- Gawron Levi (Levi Gawrock Trøite) - Guitarra líder , programación, mezcla, bajo en The Grudge.
- Ogee - Guitarra en vivo, 2005-presente.
- Joe Letz - Batería en vivo, 2008-presente.

### Antiguos miembros
- Sarah Jezebel Deva - Voz femenina (soprano).
- Leo Troy (Svein Tråserud) - Batería (2001-2007).
- Åsmund Sveinnungard - Guitarra (2001-2005).
- Endre Tonnesen - Bajo en el álbum The Grudge.
- Mortal (Anund Grini) - Guitarra (2001-2002).
- Suvi Virtanen - Voz femenina (soprano).

## Discografía

### Álbumes
| Era I - 1993: The Song of a Long Forgotten Ghost (Demo) - 1993: Fodt til å Herske - 1994: Ånden som Gjorde Opprør - 1995: Keiser Av En Dimensjon Ukjent - 1996: Crypt of the Wizard - 1999: The Stargate | Era II - 2001: The Smell of Rain Era III - 2004: The Grudge - 2007: Some Kind of Heroin (Remixes) - 2010: Perfectly Defect Era 0 - 2001: The Great Deceiver |

### Sencillos
| Año  | Título                   | Discográfica    | Posición en listas                       |
| 1995 | "Blood and Thunder (EP)" | Primitive Art   |                                          |
| 2004 | "The Grudge"             | Earache Records | UK Singles Chart: 51 UK Indie Singles: 7 |
| 2005 | "Decadent & Desperate"   | Earache Records | UK Singles Chart: 49                     |
| 2015 | Doppelgänger             | Omnipresence    |                                          |
| 2016 | The Shining Lamp of God  | Omnipresence    |                                          |
| 2016 | Demons are Back          | Omnipresence    |                                          |
| 2016 | Geisteskrank             | Omnipresence    |                                          |

### Videografía
- Reisene Til Grotter Og Odemarker (1996)
- Soul in a Hole (2005)

### Proyectos paralelos
Con Cintecele Diavolui
- The Devils Song (1996)

Con Fata Morgana
- Fata Morgana (1995)

Con Vond
- Selvmord (1995)
- The Dark River (1996)
- Green Eyed Demon (1998)

### Colaboraciones
Remixes y colaboraciones efectuados por Mortiis
| Año  | Tema                                         | Tipo           | Artista            |
| ---- | -------------------------------------------- | -------------- | ------------------ |
| 1995 | Necrose Evangelicum                          | Sintetizadores | Brighter Death Now |
| 2005 | Muv Your Dolly (Swedish Erotica Mix)         | Remix          | XP8                |
| 2005 | N.A.S.A. (Return of the Funky Dead Mix)      | Remix          | T3chnophob1a       |
| 2005 | Self Destructive Corp. (Midnight Mass Remix) | Remix          | Dope Stars Inc.    |
| 2005 | Maze                                         | Coros          | Apoptygma Berzerk  |
| 2005 | Backstabbers Go to Heaven                    | Coros          | SCUM               |
| 2005 | Touch Me (Cleanse & Corrupt)                 | Remix          | Girls Under Glass  |
| 2006 | Blitzkrieg (Driven On Mix)                   | Remix          | Deathstars         |
| 2006 | Havestar (La Malediction Mix)                | Remix          | I:Scintilla        |